# Île Béniguet
Die Île Béniguet ist eine französische Insel in der Region Bretagne und im Département Côtes-d’Armor und liegt im Ärmelkanal, der Halbinsel Bretagne vorgelagert. Sie hat eine Fläche von 18 Hektar, ihr höchster Punkt liegt 27 Meter über dem Meer.
Verwaltungsmäßig gehört die Insel zur Gemeinde Île de Bréhat.
Eine gleichnamige Insel liegt im Archipel der Île-Molène im Département Finistère.